# Hoyosové
Hoyosové je jméno původně španělského, později rakouského šlechtického rodu. Rodina má původ v raně středověké historii Španělska, ve službách Habsburků přesídlili Hoyosové v 16. století do rakouských zemí. V roce 1547 získali titul svobodných pánů a ve dvou liniích obdrželi v letech 1628 a 1674 říšský hraběcí stav. Starší linie vymřela v roce 1718, mladší žije dodnes. Až do 20. století patřili Hoyosové k největším pozemkovým vlastníkům v Dolním Rakousku, kde jim patřilo přes 30 000 hektarů půdy a několik šlechtických sídel včetně paláců ve Vídni. Řada členů rodu dosáhla vysokého postavení u dvora, v armádě nebo diplomacii. Již od 16. století se Hoyosové prostřednictvím sňatků spojovali se starou českou šlechtou.

## Historie

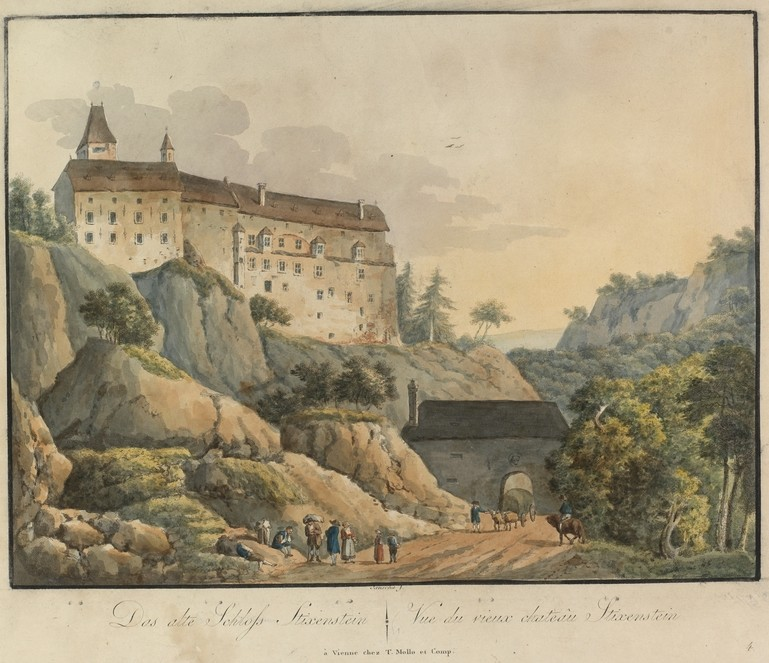
Hrad Stixenstein (Stüchsenstein) v Rakousku, majetek rodu v 16.–20. století

Rod Hoyosů patří ke starým španělským rodinám, své jméno odvozují od názvu městečka El Hoyo de Pinares v Ávilské provincii v dnešním regionu Kastilie a León. Některé zdroje kladou jejich původ až k potomstvu vizigótského krále Chindaswintha. Jisté je, že již v raném středověku zastávali členové rodu vysoké úřady v Kastilském království. Juan de Hoyos (1481–1561) působil ve službách císaře Karla V., zastával funkce guvernéra v Terstu (1545–1558) a v hrabství Gradiška (1558–1561). Jeho syn Juan (Jan Křtitel) (1506–1579) sloužil od dětství u dvora arcvévody Ferdinanda a s ním v roce 1525 odešel do Rakouska. Rodině Hoyosů byl v roce 1545 potvrzen šlechtický stav pro Svatou říši a v roce 1547 byli povýšeni do stavu svobodných pánů. Jan Křtitel Hoyos získal v roce 1547 do zástavy panství Stixenstein (Stüchsenstein) v Dolním Rakousku, které později převzal jako dědičný majetek. Sňatkem s Juditou Ungnadovou se spříznil s rakouskou šlechtou a položil základy rodového bohatství až do 20. století. Jeho synové založili dvě hlavní rodové větve, starší a mladší.

### Starší větev

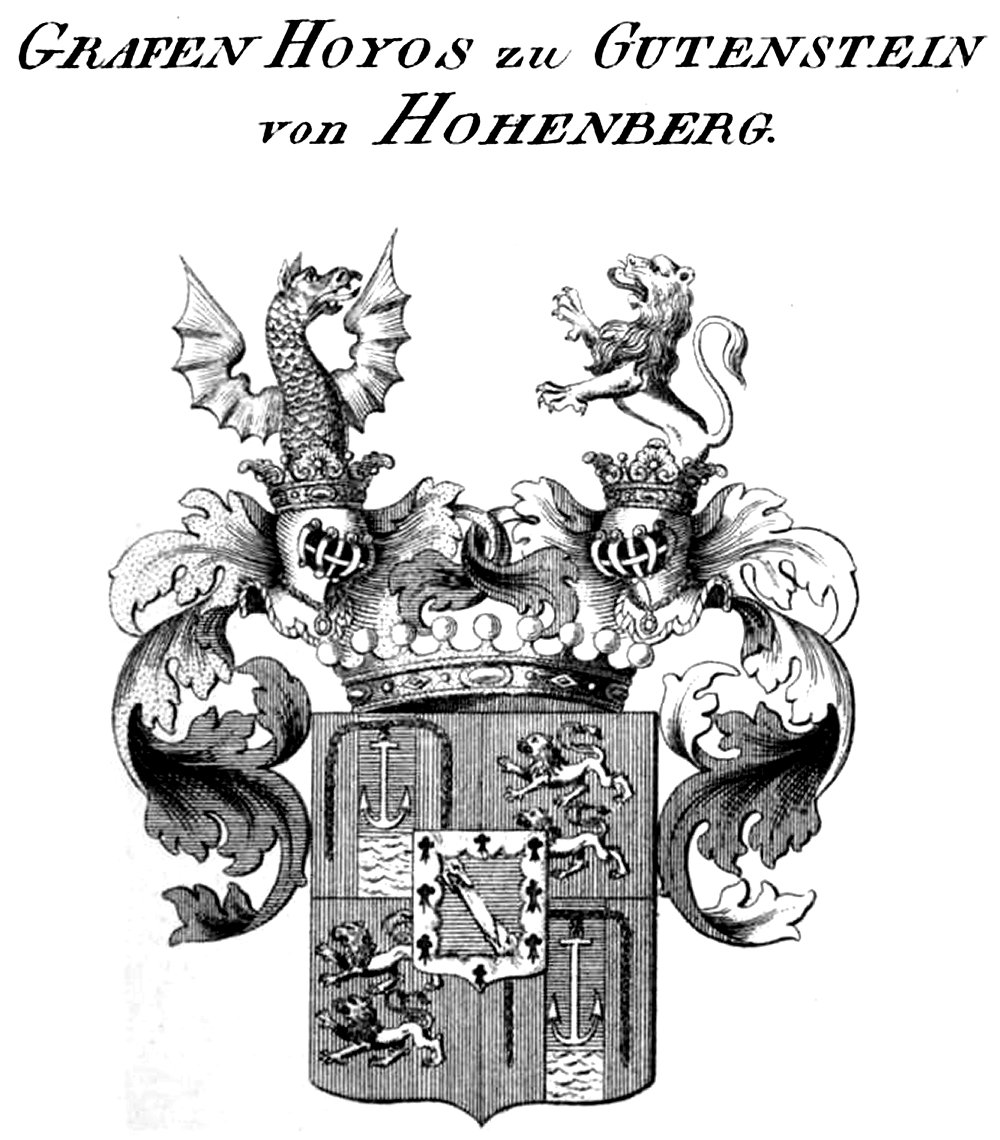
Erb starší linie rodu Hoyosů

Zakladatelem starší rodové linie byl Ludvík Gomez (1551–1600), který sloužil v armádě, byl též diplomatem, císařským komorníkem, od roku 1582 členem říšské dvorní rady a nakonec prezidentem dvorské komory (1595–1600). Z manželství s Marií Zuzanou Trautsonovou měl jediného syna, který byl pokračovatelem rodového vzestupu. Jan Baltazar (Hans Balthasar) (1583–1632), byl též prezidentem komory, dále zastával úřad zemského maršálka v Dolních Rakousích (1626–1632). V procesu pobělohorských konfiskací rozšířil rodový majetek v rakouských zemích o několik dalších panství a také nemovitosti ve Vídni. V roce 1628 byl povýšen do říšského hraběcího stavu, téhož roku s císařským svolením založil fideikomis. Ze dvou manželství měl početné potomstvo, z nějž dcera Anna Kateřina (†1665) byla manželkou českého šlechtice a císařského polního maršála Zdeňka Kašpara Kaplíře ze Sulevic. Pokračovatelem starší linie byl syn Jan Baltazar mladší (1626–1681), který byl císařským tajným radou, komořím a stejně jako otec zemským maršálkem v Dolních Rakousích (1679–1681). Posledním mužským potomkem starší větve byl jeho Jan Arnošt Ludvík (1669–1718), ženatý s Josefou Libštejnskou z Kolovrat. Po smrti Jana Arnošta přešel jeho majetek na mladší rodovou větev.

### Mladší větev (Hoyos-Sprinzenstein)

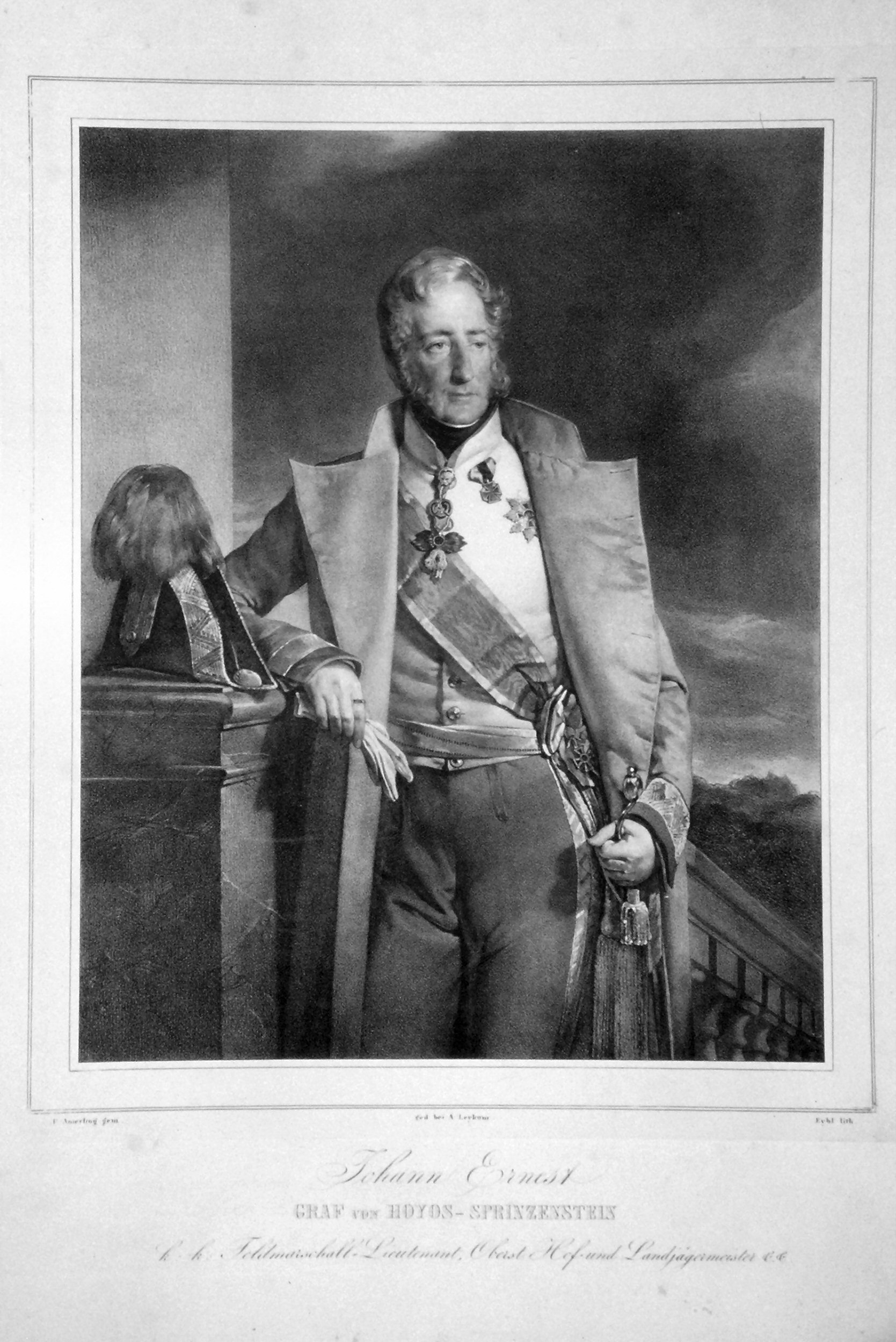
Jan Arnošt Hoyos (1779–1849), c. k. polní podmaršál, nejvyšší lovčí

Mladší rodovou linii založil Ferdinand Albrecht Hoyos (1553–1609), který byl komorníkem arcivévody Arnošta a později císařským tajným radou. V roce 1582 se oženil s Reginou z Lobkowicz (†1612), dcerou Jana V. z Lobkowicz a následně požádal o český inkolát, který získal v roce 1585 (Hoyosové později požádali o potvrzení českého inkolátu v roce 1730, fakticky ale v Čechách nikdy nesídlili). Ferdinandův pravnuk Leopold Karel (1651–1699) byl v roce 1674 povýšen do říšského hraběcího stavu a v roce 1682 mu byl hraběcí titul potvrzen pro dědičné země. Díky jeho manželce Marii Regině, rozené hraběnce Sprinzensteinové (1665–1704), získali Hoyosové další statky v Rakousku a jejich syn Filip Josef (1687–1762) převzal v roce 1718 navíc i majetek vymřelé starší rodové větve. Z následujících generací vynikl Jan Arnošt (1779–1849), který se uplatnil jako dobrovolník v armádě během napoleonských válek, později dosáhl hodnosti c. k. polního podmaršála, byl císařským nejvyšším lovčím a nositelem Řádu zlatého rouna. Na základě předdchozího dědictví po rodu Sprinzensteinů (panství Drosendorf) užíval od roku 1831 příjmení Hoyos-Sprinzenstein. Z jeho dcer se Karolína (1811–1875) provdala za generála Františka Lamberga (1791–1848), zavražděného v Budapešti během revoluce v Uhrách.
Arnošt Karel Hoyos (1830–1903) byl aktivním účastníkem veřejného života ve Vídni, kde mimo jiné nechal postavit nový rodový palác. Byl císařským tajným radou, komořím a jako držitel fideikomisu získal v roce 1861 dědičné členství v rakouské panské sněmovně. Stal se také rytířem Řádu zlatého rouna. S manželkou Eleonorou, rozenou Paarovou (1835–1913), měl početnou rodinu, dcery se provdaly za významné pozemkové vlastníky v Čechách (hrabě František Clam-Gallas, kníže Karel IV. ze Schwarzenbergu, hrabě Adolf z Valdštejna). Pokračovatelem rodu byl stejnojmenný syn Arnošt Karel (1856–1940), c. k. tajný rada, komoří a dědičný člen rakouské panské sněmovny. Po předčasném úmrtí manželky Marie Leontiny z rodu Larisch-Mönnichů (1862–1886) se věnoval cestování a fotografování, navštívil severní Ameriku, Grónsko, Indii, Mongolsko a Afriku. Jeho syn Rudolf (1884–1972) byl aktivní v politice, po první světové válce byl v Rakousku předsedou Státní rady a Spolkového sněmu. Po anšlusu Rakouska byl pronásledován a vězněn, zabavený majetek mu byl vrácen po roce 1945. Zemřel při dopravní nehodě v Hornu ve věku 86 let. Jeho syn Hans (Johann) (1923–2010) se angažoval ve veřejném životě v Rakousku, kde byl členem řady organizací, na svých statcích inicioval renovace několika rodových sídel. V rodném Hornu získal čestné občanství a v roce 1978 obdržel Řád zlatého rouna.
Arnoštův mladší bratr Ladislaus (1834–1901) působil od mládí v diplomacii, nakonec byl c. k. tajným radou a dlouholetým rakousko-uherským velvyslancem ve Francii (1883–1894). S manželkou Františkou, rozenou Herbersteinovou (1850–1920), měl šest dětí, jejich potomstvo dnes žije v Mexiku. O generaci později v diplomatických službách vynikl vzdálený příbuzný Alexander (1876–1937), který byl jako ředitel kanceláře rakousko-uherského ministerstva zahraničí pověřen důležitými úkoly těsně před vypuknutím první světové války. Arnoštův nejmladší bratr Maxmilián (1841–1883) byl ženatý s baronkou Terezií Wenckheimovou (1853–1941), která se po ovdovění podruhé provdala za rakouského ministra obchodu Gundakara Wurmbrand-Stuppacha. Terezie pocházela z uherské šlechtické rodiny a byla dědičkou panství Bélmegye v jižním Maďarsku. Její mladší syn Filip (1877–1942) jako předurčený dědic užíval od roku 1885 alianční jméno Hoyos-Wenckheim. S vlastnictvím statků v Uhrách bylo spojeno členství ve Sněmovně magnátů, Filip však přežil oba své syny, dcera Ilona se provdala za Karla Pálffyho (1900–1979), majitele Březnice.
Současným představitelem rodu je Arnošt Maria Hoyos (*1950). V politice je aktivní jeho synovec Douglas (*1990), který je poslancem rakouské Národní rady za liberální stranu NEOS.

## Významní členové rodu
- Juan (1481–1561), guvernér v Terstu a Gradišce
- Juan (Jan Křtitel) (1506–1579), císařský tajný rada, 1547 říšský svobodný pán
- Jan Baltazar (1583–1632), císařský tajný rada, komoří, prezident dvorské komory, zemský maršálek v Dolních Rakousích, 1628 říšský hrabě
- Jan Baltazar mladší (1626–1681), zemský maršálek v Dolních Rakousích
- Jan Arnošt (1779–1849), rakouský generál, císařský nejvyšší lovčí, rytíř Řádu zlatého rouna
- Arnošt Karel (1830–1903), dědičný člen Panské sněmovny, poslanec dolnorakouského zemského sněmu, rytíř Řádu zlatého rouna
- Ladislaus (1834–1901), rakousko-uherský diplomat, velvyslanec ve Francii
- Jiří (Georg) Hoyos (1842–1904), c. k. námořník. V roce 1869 přestoupil na protestantskou víru a morganaticky se oženil s Alicí (1851–1936), dcerou anglického podnikatele usazeného v Rakousku Roberta Whitheada (1823–1905). Poté se stal vlastníkem podílu Whiteheadova podniku, který vyráběl torpéda pro rakousko-uherské námořnictvo.[4] Jeho vnučkou byla například Cecilia Sternbergová, roz. Reventlow-Criminil, autorka memoáru "Cesta".
- Alexandr (1876–1937), rakousko-uherský diplomat
- Markéta hraběnka z Hoyos (1871–1945), sestra Alexandra, vdaná za Herberta knížete z Bismarcku a stala se kněžnou z Bismarcku
- Melanie hraběnka z Hoyos (1916–1947), dcera Alexandra, vdaná za svého bratrance Gottfrieda hraběte z Bismarck-Schönhausenu a stala se hraběnka z Bismarcku-Schönhausen
- Marie Antoinetta hraběnka z Hoyos (1920–2004), vdaná za knížete Viléma Viktora Pruského (1919–1989), syna knížete Adalberta Pruského
- Ladislas de Hoyos (1939–2011), francouzský novinář
- Douglas Hoyos-Trauttmansdorff (* 1990), rakouský politik

## Galerie

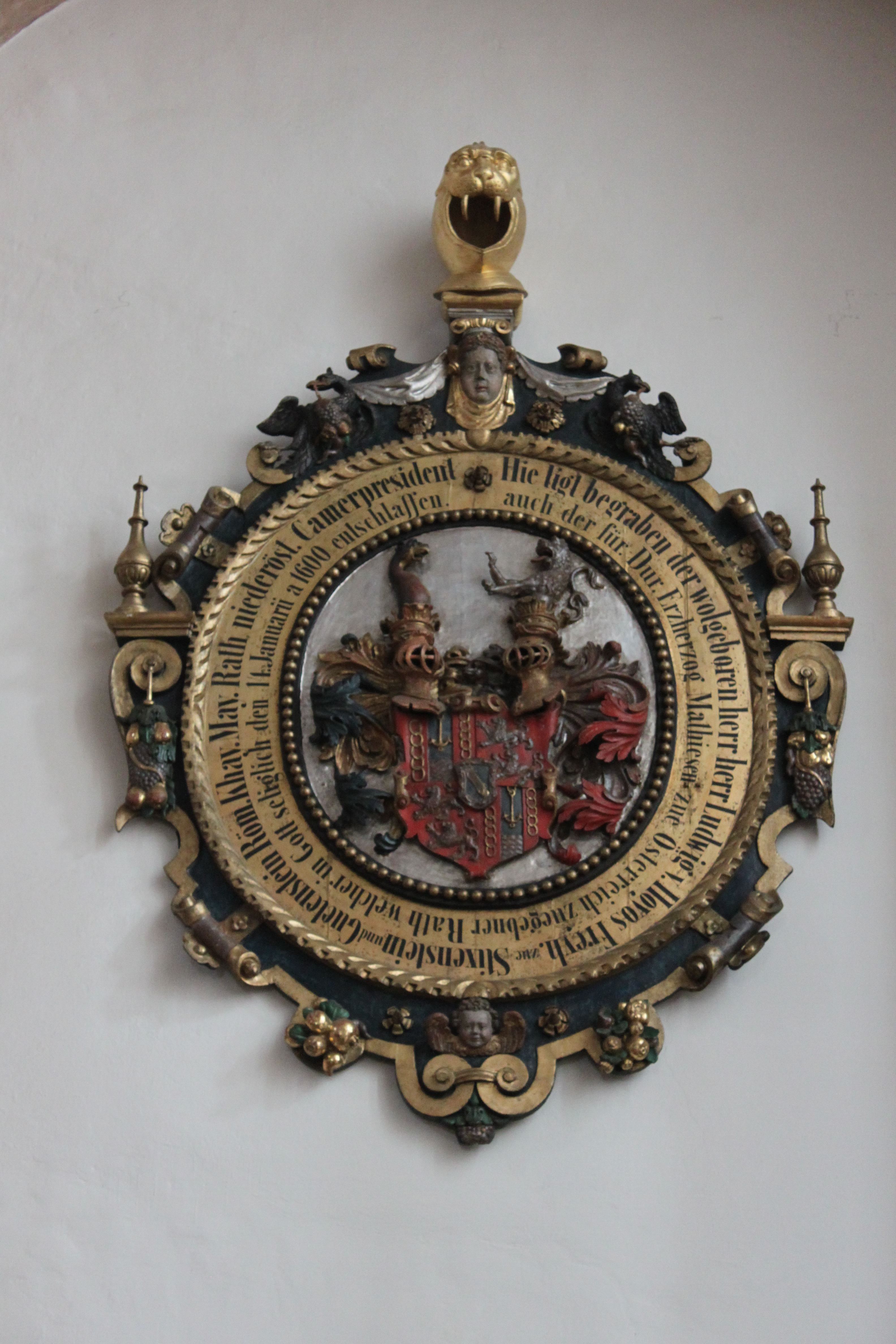
Pohřební štít Ludwiga Hoyose (†1600), Neunkirchen
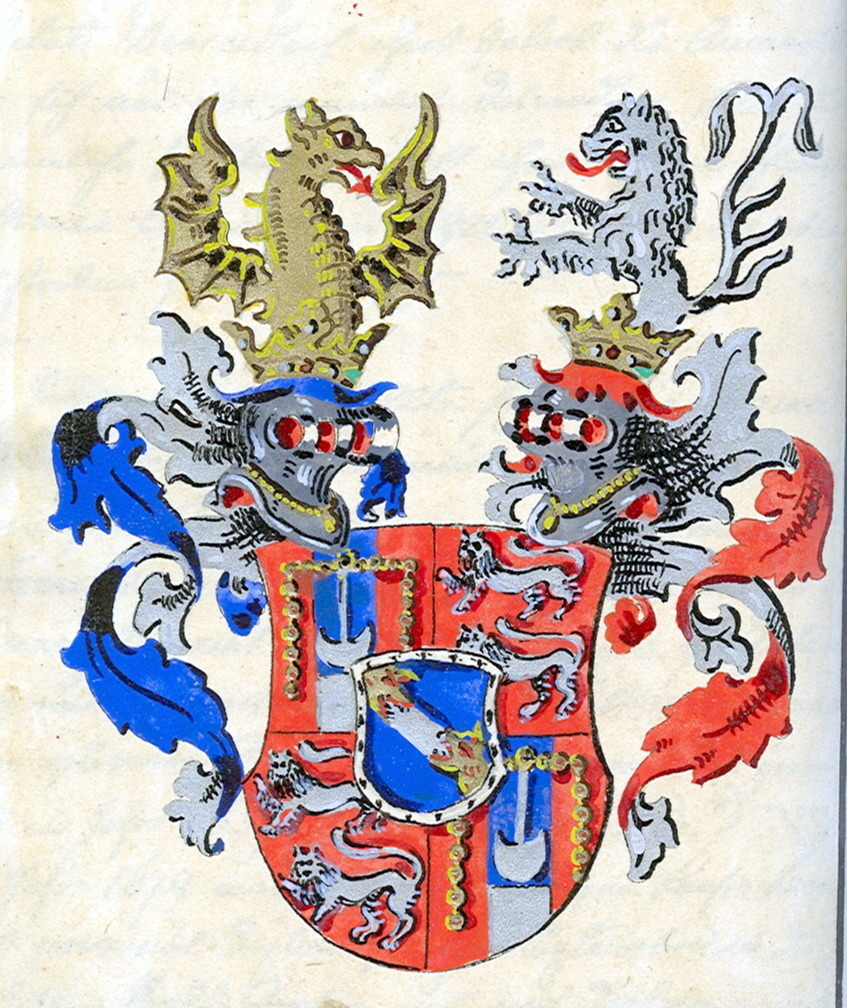
Erb Hoyosů
Palác Hoyosů ve Vídni
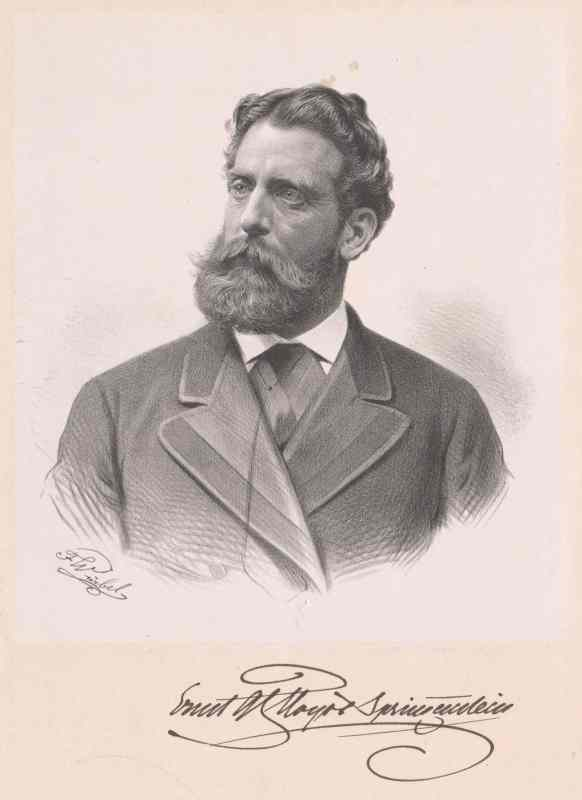
Arnošt Karel Hoyos (1830–1903)
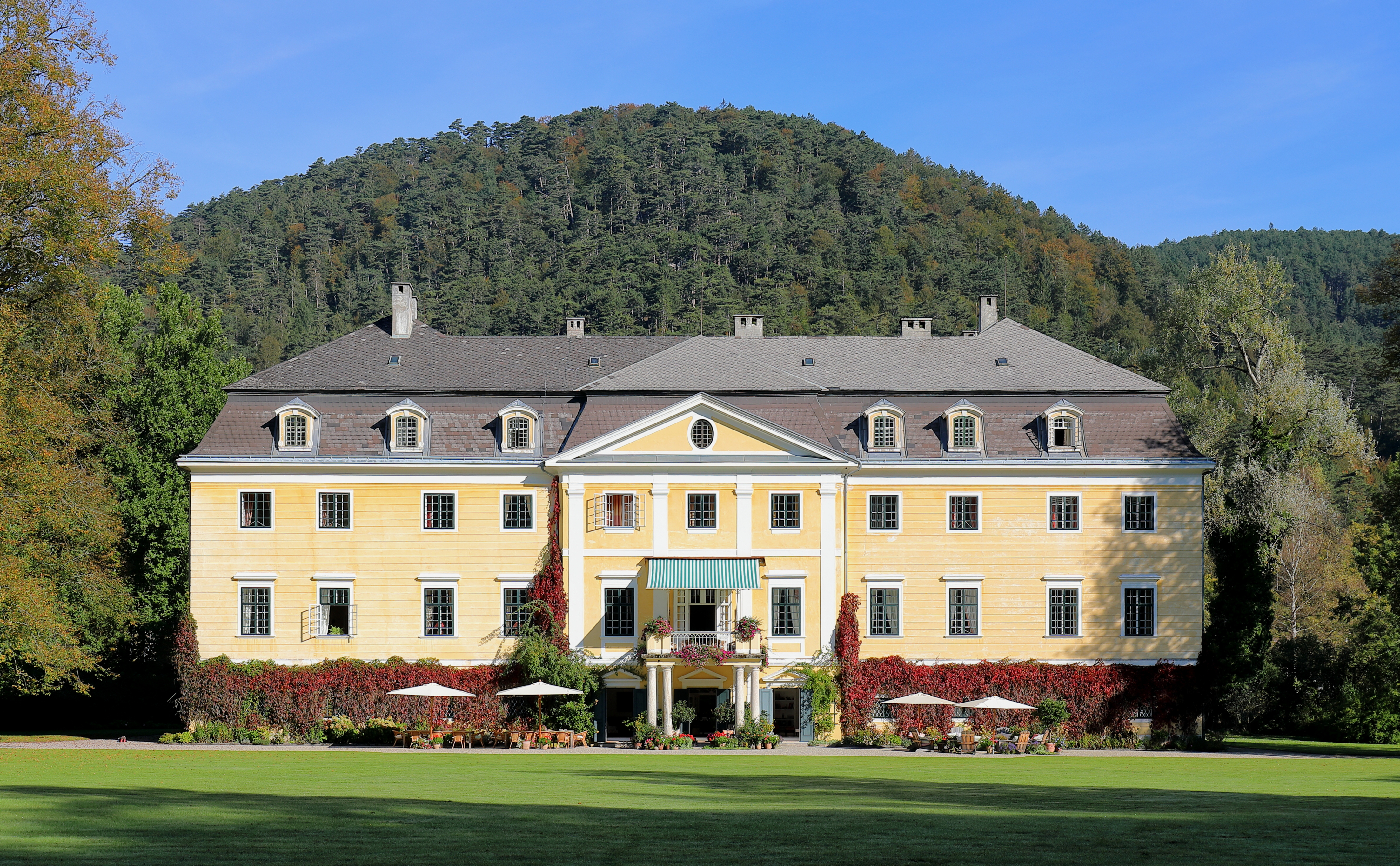
Zámek Gutenstein (Dolní Rakousko)
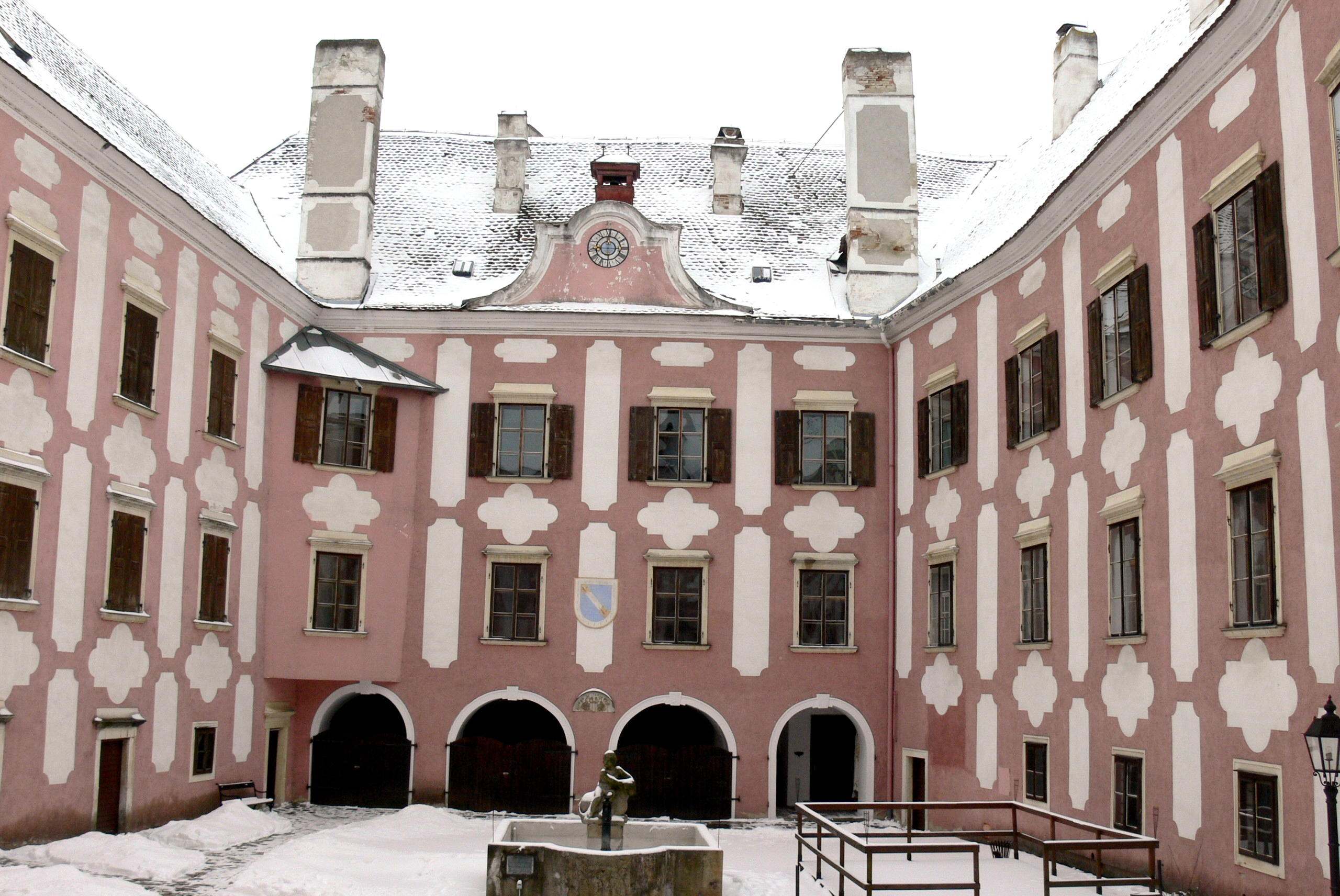
Zámek Drosendorf (Dolní Rakousko)
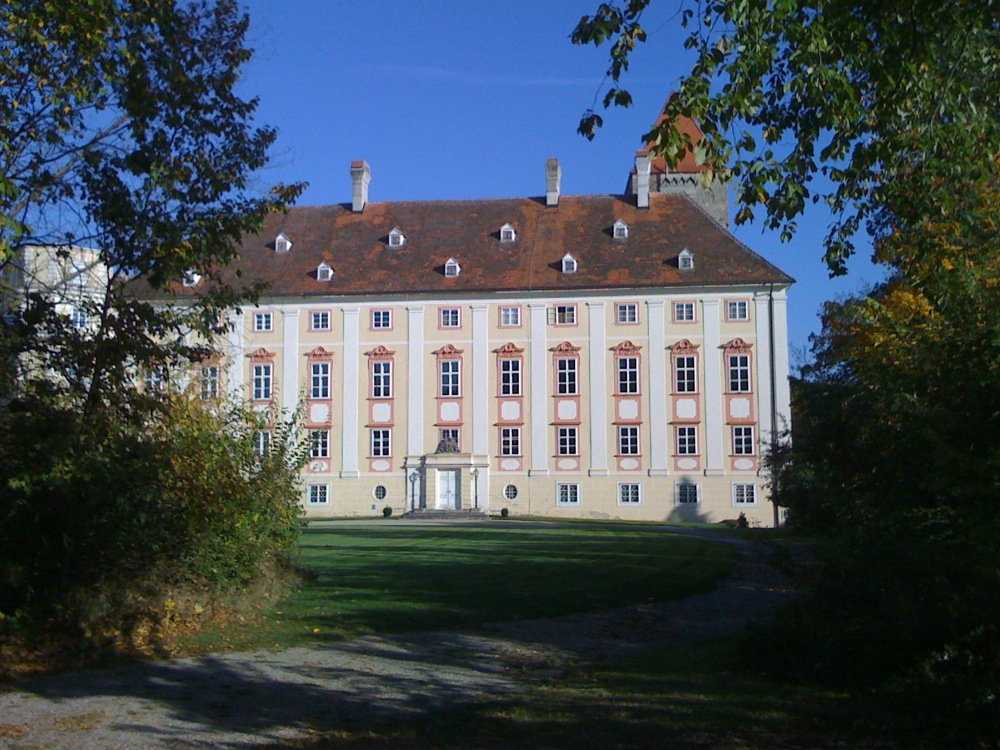
Zámek Horn (Dolní Rakousko)
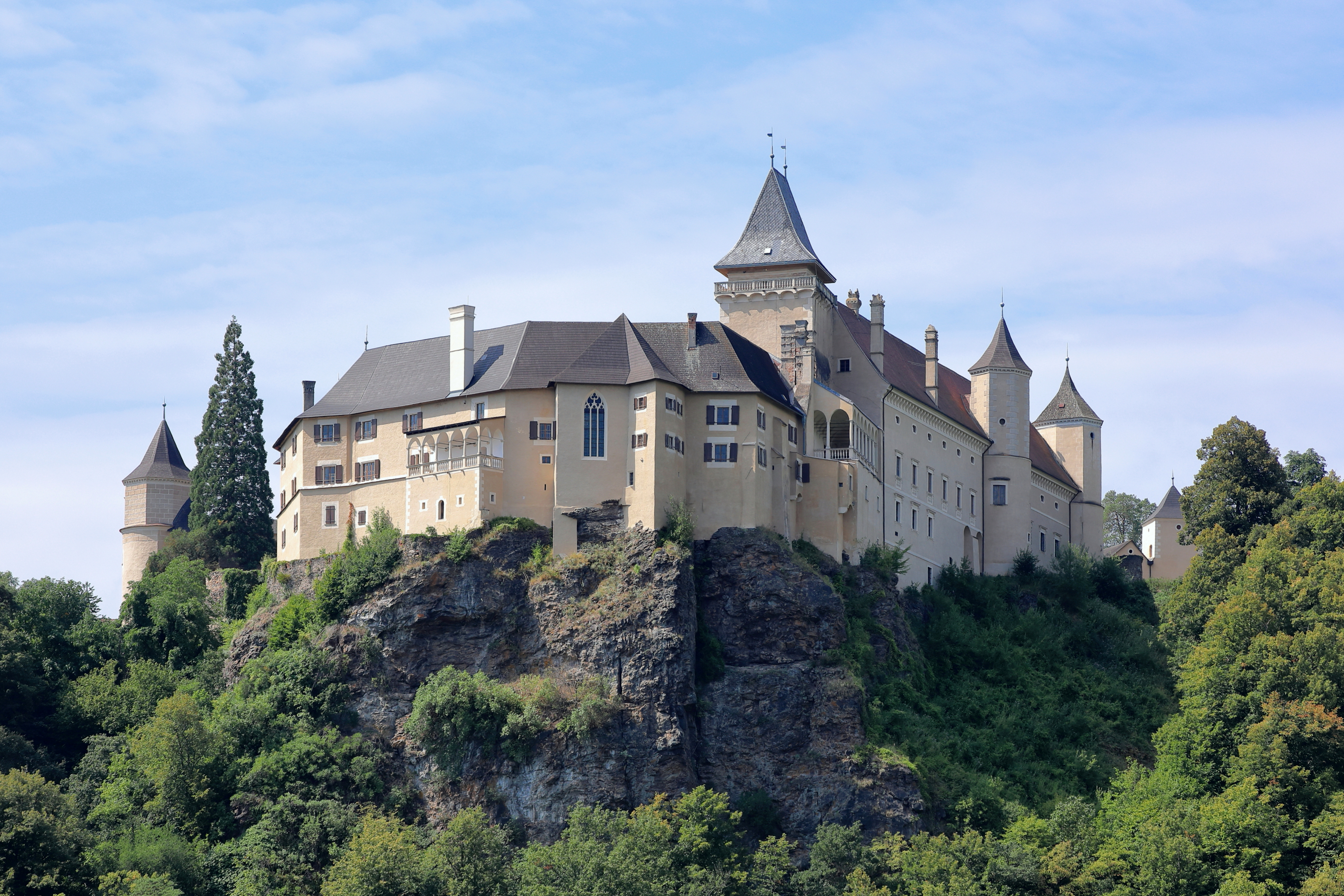
Zámek Rosenburg (Dolní Rakousko)
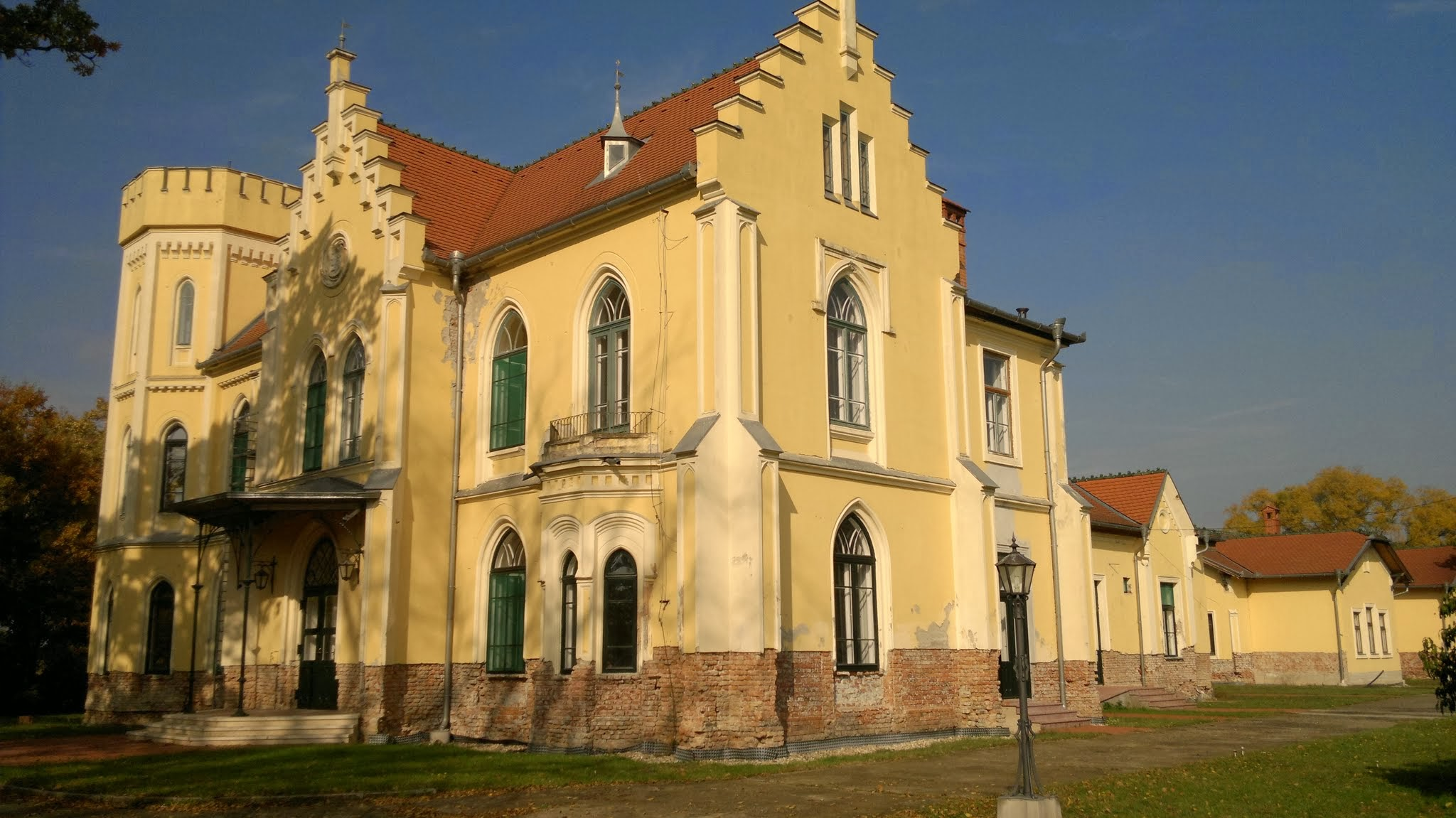
Zámek Belmégyer (Fás) (Maďarsko)
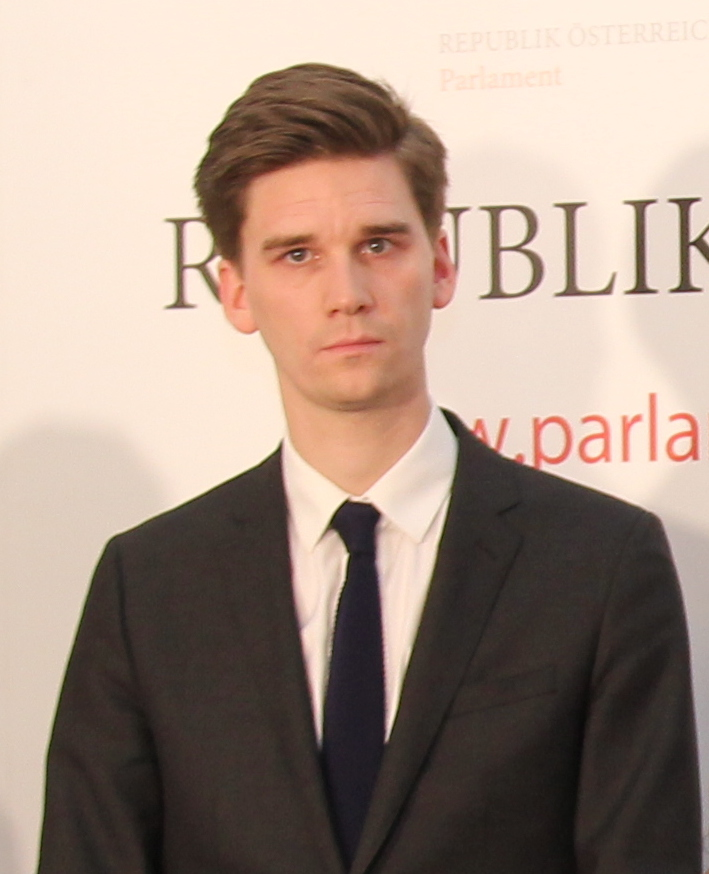
Douglas Hoyos (* 1990), poslanec rakouské Národní rady